# Phong Thành
Phong Thành (chữ Hán giản thể: 丰城市, âm Hán Việt: Phong Thành thị) là một thành phố cấp phó địa khu thuộc địa cấp thị Nghi Xuân, tỉnh Giang Tây, Cộng hòa Nhân dân Trung Hoa. Thành phố này có diện tích 2845 ki-lô-mét vuông, dân số 1.300.000 người. Mã số bưu chính của thành phố Phong Thành là 331100, mã vùng điện thoại là 0795. 

## Hành chính
Phong Thành được chia ra làm 33 đơn vị hành chính cấp hương, gồm 6 nhai đạo, 20 trấn và 7 hương. Ngoài ra thành phố này còn quản lí 1 đơn vị tương đương cấp hương khác
- Nhai đạo: Kiếm Quang (剑光街道), Hà Châu (河洲街道), Kiếm Nam (剑南街道), Tôn Độ (孙渡街道), Thượng Trang (尚庄街道), Long Tân Châu (龙津洲街道)
- Trấn: Bạch Thổ (白土镇), Viên Độ (袁渡镇), Trương Hạng (张巷镇), Đỗ Thị (杜市镇), Đào Sa (淘沙镇), Tú Thị (秀市镇), Lạc Thị (洛市镇), Thiết Lộ (铁路镇), Lệ Thôn (丽村镇), Đổng Gia (董家镇), Hoàng Thành (隍城镇), Tiểu Cảng (小港镇), Thạch Than (石滩镇), Kiều Đông (桥东镇), Vinh Đường (荣塘镇), Tha Thuyền (拖船镇), Tuyền Cảng (泉港镇), Mai Lâm (梅林镇), Khúc Giang (曲江镇), Thượng Đường (上塘镇)
- Hương: Tiểu Đường (筱塘乡), Đoạn Đàm (段潭乡), Tiêu Khanh (蕉坑乡), Thạch Giang (石江乡), Hà Hồ (荷湖乡), Hồ Đường (湖塘乡), Đồng Điền (同田乡)

Đơn vị ngang cấp hương khác
- Khu khai phát công nghệ kĩ thuật cao Phong Thành (宜春丰城高新技术产业开发区)